# Jada Pinkett Smith
Jada Pinkett Smith (Baltimore, Maryland, Estats Units, 18 de setembre de 1971) és una actriu de cinema i televisió estatunidenca.
Criada bàsicament per la seva mare i la seva àvia, fou aquesta última la que s'adonà de l'interès de la seva neta per les arts escèniques i l'apuntà a classes de dansa i piano des de petita.
És la cantant i líder del grup musical Wicked Wisdom, conegut per fer alhora pop comercial i heavy metal brutal.

## Carrera cinematogràfica

### 1990-1995: Començaments

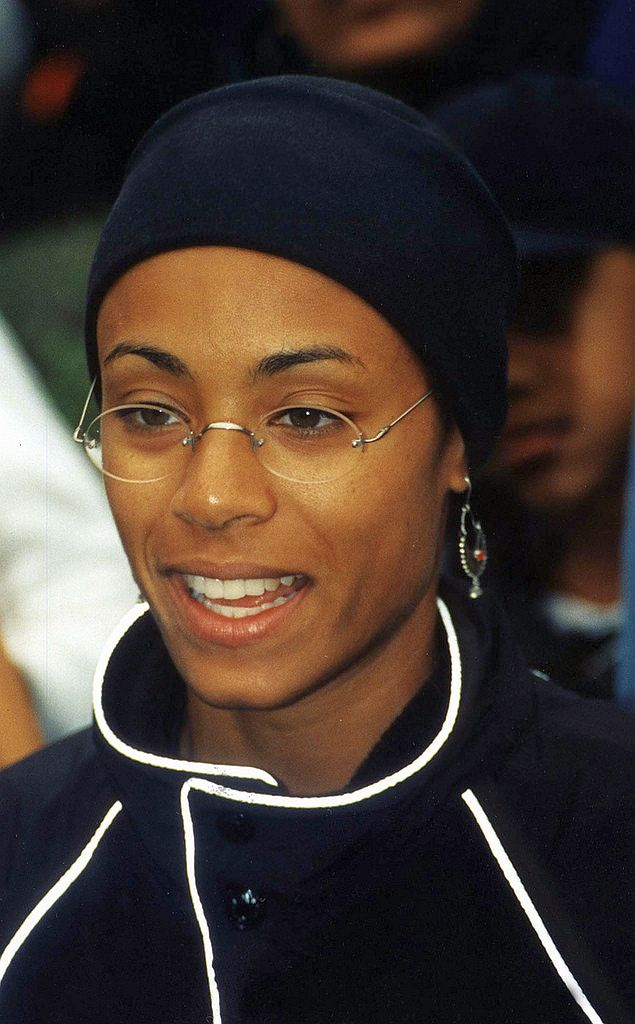
Pinkett Smith a la Million Women March, octubre 1997

Pinkett va començar la seva carrera com a actriu el 1990, quan va protagonitzar un episodi de la sèrie True Colors. Va rebre papers de convidada en programes de televisió com Doogie Howser, M.D. (1991) i 21 Jump Street (1991), i va obtenir un paper en la comèdia de televisió del còmic Bill Cosby, A Different World, el 1991, com l'estudiant universitària Lena James.
El 1994, Pinkett Smith va actuar al costat de Keenen Ivory Wayans a la pel·lícula d'acció i comèdia A Low Down Dirty Shame. Va descriure el seu personatge, Peaches, com "cru" i amb "gran actitud", i la seva actuació va tindre crítiques positives. En 1994, també va protagonitzar un personatge principal en el drama romàntic de Doug McHenry Jason's Lyric (1994), amb Allen Payne; el 1995, va interpretar una convicta en llibertat laboral a la pel·lícula de terror Demon Knight (1995).

### 1996-2003: Ascens a la fama
Pinkett Smith va protagonitzar, juntament amb l'actor i còmic Eddie Murphy, la nova versió d'El professor guillat (1996), en què interpretava l'interès amorós d'un bondadós professor universitari amb obesitat mòrbida. La pel·lícula va ser un èxit comercial, amb una recaptació de 25 milions de dòlars en el seu primer cap de setmana a Amèrica del Nord i 274 milions de dòlars en tot el món. També va tenir un paper principal a Set It Off (1996), un drama criminal sobre quatre dones que roben bancs per sortir de la pobresa, al costat de Queen Latifah, Vivica A. Fox i Kimberly Elise. La seva actuació a la pel·lícula va ser destacada pel San Francisco Chronicle, que va escriure que era "la que calia vigilar". Amb un pressupost de 9 milions de dòlars, Set It Off va recaptar 41 milions de dòlars a tot el món.
El 1997, Pinkett Smith va tenir un paper de cameo a Scream 2 com una estudiant universitària que és brutalment assassinada davant de centenars d'espectadors. La pel·lícula va recaptar més de 100 milions de dòlars en taquilla a nord-amèrica. El 1998, va interpretar una reportera de notícies al thriller Retorn al paradís, amb Joaquin Phoenix i Vince Vaughn, i va assumir el paper principal d'una dona extravertida, amb Tommy Davidson, a la comèdia Woo. Derek Armstrong, d'AllMovie, va criticar positivament la seva actuació a Woo, però va dir que el guió era "molt senzill" i que "no era un bon mitjà per a la estrella". Encara que la pel·lícula va rebre crítiques mediocres, va guanyar el Premi a la Llibertat d'Expressió del National Board of Review.
El 2001, Pinkett Smith va interpretar una dona bocamoll a la comèdia de moderat èxit Kingdom Come, amb LL Cool J, Vivica A. Fox, Anthony Anderson, Toni Braxton i Whoopi Goldberg. En el drama esportiu biogràfic Alí (també de 2001), va interpretar Sonji Roi, la primera esposa del boxejador Muhammad Ali, al costat de Will Smith. Encara que li va encantar el resultat final, al principi no va pensar que fos la persona adequada per al paper: "Em va semblar que, com que érem una parella fora de la pantalla, el fet que la gent ens veiés junts en una pel·lícula com aquesta, trauria la gent de la pel·lícula, ja que veurien a Will i Jada allà, i no veurien a Ali i Sonji".
Potser el seu paper més conegut fins ara és el de la rebel humana Niobe a les pel·lícules Matrix Reloaded (2003) i Matrix Revolutions (2003), seqüeles de The Matrix de 1999, i el videojoc relacionat Enter The Matrix (2003). El personatge va ser escrit específicament pensant en Pinkett Smith. Just després de rodar les seves escenes per a Alí, Pinkett Smith va volar a Austràlia per treballar a les seqüeles de Matrix. Les seqüeles van guanyar més de 91 i 48 milions de dòlars durant els seus caps de setmana d'estrena a Amèrica del Nord, respectivament.

## Filmografia
- A Different World (1991-1993)
- Menace II Society (1993)
- Tales from the Cypt: Demon Knight (1995)
- El professor guillat (1996)
- Scream 2 (1997)
- Retorn al paradís (1998)
- Ali (2001)
- Matrix Revolutions (2003)
- Collateral (2004)
- En algun racó de la memòria (2007)
- Hawthorne (2009-2011)
- Gotham (2014-...?)
- Magic Mike XXL (2015)
- The Equalizer (sèrie de televisió, 2021)

## Vida personal
Està casada amb l'actor Will Smith, des del 31 de desembre de 1997, després de festejar dos anys. La parella té un fill i una filla, Willow Smith i Jaden Smith, ambdós actors. El 2018, Pinkett Smith va revelar que li havien diagnosticat alopècia.